# Papilio euphranor
Papilio euphranor är en fjärilsart som beskrevs av Henry Trimen 1868. Papilio euphranor ingår i släktet Papilio och familjen riddarfjärilar. Inga underarter finns listade i Catalogue of Life.

## Bildgalleri

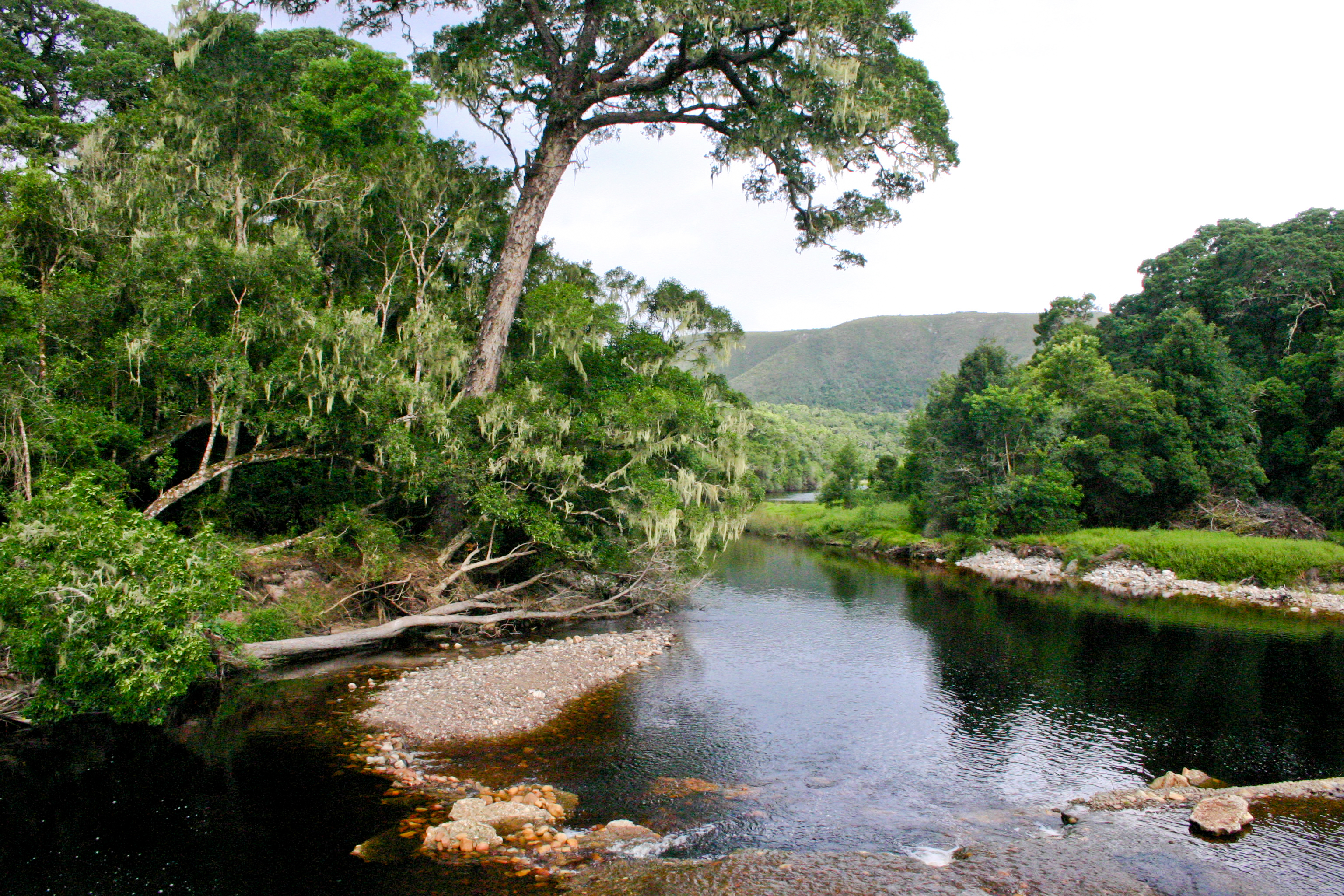